# SIVO Wereld Dans en Muziek Festival
Het SIVO Wereld Dans en Muziek Festival, voorheen bekend als het SIVO Internationaal Folkloristisch Dansfestival, is een jaarlijks evenement in het Drentse dorp Borger. Het festival, dat voor het eerst werd gehouden in 1985 in Odoorn, wordt georganiseerd door de Stichting Internationale Volkeren Ontmoeting (SIVO). Het evenement richt zich op internationale zang, dans, kleurrijke klederdrachten en authentieke muziekinstrumenten.

## Geschiedenis

### Beginjaren en ontwikkeling
Het SIVO-festival begon in 1985 in Odoorn. De eerste editie trok 450 buitenlandse gasten, die ondergebracht werden bij gastgezinnen in Odoorn en omliggende dorpen, waardoor het evenement een sterk gemeenschapskarakter kreeg. De optredens vonden plaats in de openlucht onder de zware eiken van de Boshof en op grasvelden, waarbij dansers uit verschillende landen hun eigen dansstijlen en klederdrachten presenteerden. Onder de vroege deelnemers waren vooral groepen uit Zuid-Europa, zoals een Portugese dansploeg en de Italiaanse familiegroep I Nuovi Vignaioli.
In de jaren daarna groeide het festival snel uit tot een van de grootste folklorefestivals van Europa. Tijdens het festival veranderde Odoorn in een levendig centrum voor internationale dans, met duizenden bezoekers uit binnen- en buitenland.

### Jubilea en bijzondere edities
Een belangrijk jubileum vond plaats in 2009, toen SIVO zijn 25-jarig jubileum vierde met de bouw van een Afrikadorp, bestaande uit originele Afrikaanse hutten, een bar met vuurplaats en een Afrikaanse markt. Dit project werd mede gefinancierd door het VSBfonds. Tijdens het jubileum werd ook een tentoonstelling over de geschiedenis van het festival georganiseerd, waarin cadeaus van dansgroepen uit de hele wereld werden tentoongesteld.
Ter ere van het 30-jarig jubileum in 2014 werd een kunstwedstrijd georganiseerd. Leden van gastgezinnen en vrijwilligers maakten kunstwerken met het thema "30 jaar SIVO". Het winnende kunstwerk werd geëxposeerd tijdens het festival in de kerk van Odoorn en vervolgens overhandigd aan de gemeente Borger-Odoorn tijdens een feestelijke bijeenkomst op het nieuwe dorpsplein in Odoorn.

### Uitdagingen en herstart
Vanwege een tekort aan vrijwilligers dreigde het festival in 2012 niet door te gaan, maar dit probleem werd opgelost, waardoor de editie van 2013 alsnog plaatsvond. Na verdere financiële moeilijkheden werd besloten het festival in 2016 voorlopig stop te zetten.
Met een doorstart in 2019 werd het SIVO-festival verplaatst naar het monumentendorp Orvelte. Tijdens deze editie, waarin 250 artiesten uit onder andere India, Mexico en Polen optraden, vonden de optredens plaats in de straten van het dorp. De keuze voor Orvelte werd gemaakt vanwege de historische sfeer van het dorp, dat diende als decor voor het festival.
Na drie afgelastingen door de coronapandemie keerde het festival in 2023 terug naar Borger. Ondanks de kleinschalige opzet trok het evenement honderden bezoekers per dag, met optredens uit landen zoals Kenia en Servië. Er waren echter logistieke uitdagingen, zoals het ontbreken van een omheinde locatie en horecavoorzieningen, wat de financiering bemoeilijkte.
De 35e editie van het festival werd geannuleerd in 2024 vanwege conflicten met de gemeente Borger-Odoorn over de locatie. De organisatie kreeg geen toestemming voor het gebruik van het oude Esdal College, een ruimte die nodig was voor de faciliteiten voor de dansers. Dit leidde tot de beslissing om de editie niet door te laten gaan, en het bestuur overweegt een definitief einde aan het festival.

## Muziek
De officiële muziek van het festival werd gecomponeerd door Hans van Hemert en Piet Souer. Hun nummer Apostar A Que, afkomstig van het album La Fiësta van hun project Conquistador, werd in 1997 gekozen als de herkenningsmelodie van het festival.